# Miconia boxii
Miconia boxii är en tvåhjärtbladig växtart som beskrevs av John Julius Wurdack. Miconia boxii ingår i släktet Miconia och familjen Melastomataceae. Inga underarter finns listade i Catalogue of Life.